# 635771 Prahacsmargit
635771 Prahacsmargit este o planetă minoră (asteroid) din centura de asteroizi. A fost descoperită pe 23 octombrie 2012 la Piszkéstetői Obszervatórium⁠(d) de . 
Obiectul prezintă o orbită caracterizată de o semiaxă mare de 2,5976661496526 UAi, o excentricitate de 0,2129947701976, o înclinație de 6,0826320076369 ° în raport cu ecliptica.